# Kassandria
Kassandria (Grieks: Κασσάνδρεια) is een plaats in Griekenland, in de periferie Centraal-Macedonië op het schiereiland Chalcidice. De plaats telt 3166 inwoners (2001). Het is de grootste plaats van de gemeente Kassandra.
De naam van de plaats is afgeleid van de antieke stad (polis) Kassandreia.